# Work Time
Work Time – album amerykańskiego saksofonisty jazzowego Sonny’ego Rollinsa, wydany po raz pierwszy w 1956 roku z numerem katalogowym PRLP 7020 nakładem Prestige Records.

## Lista utworów
Opracowano na podstawie materiału źródłowego.
Wydanie LP
Strona A
| Nr | Tytuł utworu                             | Muzyka          | Długość |
| -- | ---------------------------------------- | --------------- | ------- |
| 1. | „There’s No Business Like Show Business” | Irving Berlin   | 6:18    |
| 2. | „Paradox”                                | Sonny Rollins   | 4:56    |
| 3. | „Raincheck”                              | Billy Strayhorn | 5:58    |
|    |                                          |                 | 17:12   |

Strona B
| Nr | Tytuł utworu             | Muzyka                                    | Długość |
| -- | ------------------------ | ----------------------------------------- | ------- |
| 1. | „There Are Such Things”  | Stanley Adams, Abel Baer, George W. Meyer | 9:28    |
| 2. | „It’s All Right with Me” | Cole Porter                               | 6:06    |
|    |                          |                                           | 15:34   |

## Twórcy
Opracowano na podstawie materiału źródłowego.
Muzycy:
- Sonny Rollins – saksofon tenorowy
- Ray Bryant – fortepian
- George Morrow – kontrabas
- Max Roach – perkusja

Produkcja:
- Bob Weinstock – produkcja muzyczna
- Rudy Van Gelder – inżynieria dźwięku
- Ira Gitler – liner notes